# أرنولد شوتس
أرنولد شوتس (بالألمانية: Arnold Schütz)‏ (19 يناير 1935 ببريمن في ألمانيا - 14 أبريل 2015 ببريمن في ألمانيا) هو لاعب كرة قدم ألماني في مركز الوسط. لعب مع فيردر بريمن.

## وصلات خارجية
- أرنولد شوتس على موقع قاعدة بيانات كرة القدم.إي يو (الإنجليزية)
- أرنولد شوتس على موقع بيانات كرة القدم. دي إي (الألمانية)